# ۱۰۰۱ (خورشیدی)
۱۰۰۱ هزار و یکمین سال هجری خورشیدی است.

## رویدادها
- فتح هرمز توسط شاه عباس یکم
- ۵ بهمن: فتح بغداد توسط شاه عباس یکم

== زادگان == علی سامکن